# Bahnhof Alacant-Terminal

Alacant-Terminal, Valenzianisch für Endbahnhof Alicante, ist der größte Bahnhof der spanischen Stadt Alicante. Er befindet sich in Eigentum der Adif Alta Velocidad und wird von der Renfe mit Fern- und Regionalverkehrszügen bedient. Seit Juni 2013 ist er an das Netz der spanischen Schnellfahrstrecken angeschlossen.

## Geschichte
1853 begann die Compañía de los Ferrocarriles de Madrid a Zaragoza y Alicante (MZA) den Bau der Strecke Almansa–Alicante, als letzter Streckenabschnitt der Bahnstrecke aus Madrid. Der Endbahnhof in Alicante MZA wurde 1858 eröffnet. In den Jahren 1967 und 1968 wurde der alte MZA-Bahnhof abgerissen und ein neuer Bahnhof gebaut. Am 18. Juni 2013 ging der zweite Abschnitt der Schnellfahrstrecke Madrid–Levante zwischen Albacete und Alicante in Betrieb. Seitdem wird Alicante Terminal auch von normalspurigen Hochgeschwindigkeitszügen der Gattung Alta Velocidad Española bedient. Als Vorbereitung für diesen Anschluss begannen im Jahr 2010 umfangreiche Umbauarbeiten. Seitdem verfügt der Bahnhof über vier Bahnsteiggleise für Normalspur und sechs für Breitspur, nach einer im Februar 2025 in Auftrag gegebenen Erweiterung (Kosten: 20,2 Mio. €) werden es zehn Normalspur- und vier Breitspurgleise an sieben Bahnsteigen sein.

## Verkehr

### Fernverkehr
Im Fernverkehr ist Alicante sowohl Endpunkt der normalspurigen Schnellfahrstrecke nach Madrid als auch der in iberischer Breitspur gebauten Achse Alicante–Valencia–Barcelona. Nach Madrid verkehren unter anderem AVE und Alvia, wobei letztere über die Hauptstadt hinaus Ziele in Nordspanien ansteuern, so beispielsweise Santiago de Compostela. Breitspurzüge verbinden Alicante über Valencia u. a. mit Barcelona-Sants und Saragossa. Seit 28. April 2023 bedient auch der RENFE-Wettbewerber Ouigo den Bahnhof und bietet zwei tägliche Zugpaare mit Halt in Albacete nach Madrid Chamartin (ab Madrid 10:51 und 12:51 Uhr, ab Alicante 14 und 16 Uhr; Fahrzeit 2 Stunden 20 Minuten) an. Gefahren wird mit Doppeleinheiten aus TGV Duplex. Und zum 2. Juni 2023 nahm auch der dritte Anbieter im spanischen Eisenbahn-Hochgeschwindigkeitsverkehr, Intermodalidad de Levante (ILSA, Marke: iryo) diese Relation in sein Angebot auf und fährt seitdem zwei tägliche Zugpaare (Madrid Chamartin ab 7:45 und 17:45 Uhr, Fahrzeit 2 Stunden 25 Minuten). Nach dem Ende der Sommersaison soll das Angebot auf drei Tage in der Woche (Freitag, Samstag, Sonntag) reduziert werden.

### Media Distancia
Im Media Distancia-Netz verbinden die Züge Alicante mit Albacete, Ciudad Real, Valencia, Murcia und Cartagena.

### Nahverkehr
Im Netz der Cercanías Murcia/Alicante wird Alicante Terminal von zwei Linien bedient:
- Die Linie C1 verbindet Alicante mit Elche, Orihuela und Murcia
- Die Linie C3 verbindet Alicante mit der Universität und San Vicente del Raspeig

In der ungefähr einen halben Kilometer vom Bahnhof entfernten unterirdischen Haltestelle Luceros beginnen vier Linien der Stadtbahn Alicante, der Bau der Verlängerung bis zum Bahnhof wurde im April 2023 ausgeschrieben.